# Audrey Meadows
Audrey Meadows (Nova Iorque, 8 de fevereiro de 1922 - Los Angeles, 3 de fevereiro de 1996) foi uma atriz estadunidense. Ela é mais conhecida por seu papel como Alice Kramden na série de televisão The Honeymooners.